# Agrypon spilonotum
Agrypon spilonotum är en stekelart som först beskrevs av Cameron 1906.  Agrypon spilonotum ingår i släktet Agrypon och familjen brokparasitsteklar. Inga underarter finns listade i Catalogue of Life.